# جوسیاپ
جوسیاپ (به پرتغالی: Jussiape) یک منطقهٔ مسکونی در برزیل است که در باهیا واقع شده‌است. جوسیاپ ۵٬۹۷۶ نفر جمعیت دارد.